# Сальваторе Маранцано
Сальваторе Маранцано (англ. Salvatore Maranzano; 31 липня 1886, Кастелламмаре-дель-Гольфо, Сицилія, Італія – 10 вересня 1931, Нью-Йорк, США) — американський мафіозі італійського походження на прізвисько «Маленький Цезар», уродженець Кастелламмаре-дель-Гольфо, Сицилія. Був одним із перших босів Коза Ностра в США та очолював те, що згодом стало відомим як Сім'я Бонанно в Нью-Йорку. Маранцано ініціював Кастелламмарську війну 1930 року, прагнучи захопити контроль над американською мафією. Після вбивства голови конкуруючої групи Джо Массерії у квітні 1931 року він на короткий час став «босом усіх босів» та сформував П'ять сімей у Нью-Йорку. Однак 10 вересня 1931 року Маранцано був убитий за наказом Лакі Лучано, який створив Комісію, щоб поділити владу між сім'ями та запобігти майбутнім конфліктам.

## Біографія

### Ранні роки
Сальваторе Маранцано був наймолодшим із 12 дітей Доменіко Маранцано та Антоніни Пішотти. П'ятеро його братів і сестер дожили до дорослого віку: Маріано, Анджело, Ніколо, Джузеппе та Анджела. У молодості Сальваторе прагнув стати священником і навіть навчався для цього, але згодом приєднався до мафії. Маранцано користувався великою повагою серед кримінальних колег. Він захоплювався Юлієм Цезарем та Римською імперією, часто обговорюючи ці теми з менш освіченими американськими мафіозі, за що отримав прізвисько «Маленький Цезар».
У 1920-х роках Маранцано емігрував із Сицилії до США, оселившись у Брукліні. Сицилійський дон Віто Ферро вирішив встановити контроль над мафіозними операціями в США та відправив Маранцано для реалізації цього плану. Працюючи агентом з нерухомості, Маранцано також розвивав бізнес із бутлегерства, використовуючи компанію з нерухомості як прикриття для незаконних операцій. Він швидко залучився до проституції та контрабанди наркотиків, а також став наставником молодого Джозефа Бонанно.

### Кастелламмареська війна
Щоб захистити свою кримінальну імперію, 1930 року Маранцано оголосив війну своєму супернику Джо Массерії, «босу всіх босів», розпочавши Кастелламмарську війну. На початку 1931 року Лакі Лучано вирішив усунути свого боса Массерію. У таємній угоді з Маранцано Лучано погодився організувати вбивство Массерії в обмін на отримання його бізнесу та посаду заступника Маранцано. 15 квітня Лучано запросив Массерію та двох інших колег на обід у ресторан на Коні-Айленді. Після обіду, коли вони грали в карти, Лучано вийшов до вбиральні. У цей момент четверо озброєних чоловіків — Віто Дженовезе, Альберт Анастазія, Джо Адоніс та Багсі Сигел увійшли до зали та застрелили Массерію. З благословення Маранцано Лучано очолив банду Массерії та став його заступником.

### Бос усіх босів
Після смерті Массерії Маранцано реорганізував італо-американські банди Нью-Йорка в П'ять сімей, які очолювали Лакі Лучано, Джо Профачі, Томмі Гальяно, Вінсент Мангало та сам Маранцано. Кожна сім'я мала свого боса, заступника боса, капореджиме, солдатів та інших співучасників. Сім'ї («посвячені») складалися лише з чистокровних італо-американських членів, тоді як співучасники або партнери могли бути будь-якого походження. Маранцано сам себе проголосив «босом усіх босів» (італ. Capo di tutti capi) і встановив жорсткий контроль над сім'ями.
Однак Лучано, якого Маранцано залишив своїм заступником, відчував загрозу через деспотичний стиль керування та прагнення абсолютної влади. Лучано зрозумів, що Маранцано планує позбутися його та його союзників, і вирішив діяти першим.

### Смерть
10 вересня 1931 року Маранцано перебував у своєму офісі на Парк-Авеню в Мангеттені, коли четверо найманців Лучано, замаскованих під податкових агентів, увійшли до приміщення. Вони вбили Маранцано, завдавши йому ножових поранень і добивши пострілами. Смерть Маранцано позначила кінець «боса всіх босів» у мафії. Після цього Лучано створив Комісію, яка стала головним органом управління для вирішення суперечок між сім'ями.

### Спадок
Смерть Маранцано вважається важливою подією в історії американської мафії. Ця подія позначила кінець старомодного сицилійського керування та початок нової ери модернізованого підходу, започаткованого Лучано. Вплив Маранцано на структуру організованої злочинності залишається значущим, оскільки саме він заклав основу для створення системи «П'яти сімей».